# Stenocarpus reticulatus
Stenocarpus reticulatus är en tvåhjärtbladig växtart som beskrevs av Cyril Tenison White. Stenocarpus reticulatus ingår i släktet Stenocarpus och familjen Proteaceae. Inga underarter finns listade i Catalogue of Life.